# Fran Tončič
Frane Tončič, slovenski pravnik, urednik in politik, * 30. september 1893, Hrušica, Ilirska Bistrica, † 3. november 1978, Ljubljana.

## Življenje in delo
Rodil se je v družini gospodinje Ane Tončič. V rojstnem kraju je končal ljudsko šolo, gimnazijo pa leta 1913 v Pazinu, potem pa se je na Dunaju vpisal na Visoko šolo za poljedelstvo. Po enem letu se je prepisal na pravo, a je bil kmalu nato vpoklican v avstrijsko vojsko. Kot politično nezanesljiv je najprej služil na ruskem bojišču, kjer je bil tudi ranjen, nato pa do konca vojne na italijanskem bojišču ob reki Piavi.
Po končani vojni se je vpisal na Pravno fakulteto v Padovi. Ker ni imel denarja za študij je v Trstu sprejel mesto tajnika pri Akademičnem ferijalnem društvu Balkan, nato pa postal urednik lista Edinost (1920–1923) ter nato leta 1924 urednik novonastalega tednika Novice (1924–1927), ki ga je ustanovilo društvo Edinost. Istočasno je študiral in leta 1924 na Pravni fakulteti v Padovi tudi doktoriral. Kot pripravnik je v Trstu stopil v odvetniško pisarno Josipa Agneletta. Kasneje je delal pri Borisu Furlanu, pri katerem je ostal do leta 1930, ko se je s prevzemom njegove  pisarne osamosvojil. Leta 1940 so ga italijanske fašistične oblasti aretirale in postavile pred Posebno sodišče za zaščito države. Na drugem tržaškem procesu je bil 14. decembra 1941 obsojen na 16 let zapora. Zaprt je bil deloma v tržaških zaporih, deloma v Castelfrancu (Emilija - Romanja), od koder so ga Nemci oktobra 1944 prepeljali v Trst in čez čas izpustili s pogojem, da se mora enkrat tedensko javiti Gestapu. Konec oktobra ga je Gestapo prvič, januarja 1945 pa drugič zaprl pod obtožbo, da sodeluje z Osvobodilno fronto in Osvobodilnim svetom severne Italije (CLANI).
Po končani vojni je bil Tončič član vodstva Osvobodilne fronte za Trst in Slovensko primorje ter član izvršnega odbora Slovensko-italijanske antifašistične unije. Leta 1949 sta Tončič in Josip Ferfolja, ker nista odobravala političnih dejanj, prenehala delovati v Slovensko-italijanski antifašistični uniji in organizirala skupino Neodvisni Slovenci. Na njuno pobudo so se 13. januarja 1950 prvič sestali zastopniki Slovenske kulturno-gospodarske zveze, goriške Slovenske demokratske zveze in Neodvisnih Slovencev ter ustanovili Akcijski odbor za obrambo Svobodnega tržaškega ozemlja. Član odbora je bil tudi Tončič. Te tri politične organizacije so leta 1952 skupaj nastopile pri upravnih volitvah za tržaški občinski svet. Po sklenitvi londonskega memoranduma pa se je Tončič umaknil iz politike in se posvetil pravnim in gospodarskim vprašanjem; postal je predsednik društva Pravnik in po otvoritvi slovenskega kulturnega doma v Trstu predsednik začasnega upravnega odbora. Kot pravni strokovnjak je pisal v različne časopise, objavljal pa je tudi spominsko gradivo.
Leta 1952 je Frane Tončič s prijatelji in somišljeniki ustanovil sklad v spomin na sina Sergija, ki je umrl v dvajsetem letu starosti. Sklad Sergij Tončič še danes finančno podpira slovenske univerzitetne študente, ki imajo stalno bivališče ali so se rodili v Furlaniji – Julijski Krajini.